# Takuya Shimamura
Takuya Shimamura (島村 拓弥 Shimamura Takuya?, Okayama, 6 de marzo de 1999) es un futbolista japonés que juega como centrocampista en el Albirex Niigata de la J1 League.

## Trayectoria

### Clubes
| Club                     | País   | Año       |
| ------------------------ | ------ | --------- |
| Kyoto Sanga F. C.        | Japón  | 2017-2020 |
| FC Gifu (cedido)         | Japón  | 2018      |
| Londrina E. C. (cedido)  | Brasil | 2019      |
| Cerezo Osaka (cedido)    | Japón  | 2020      |
| F. C. Imabari            | Japón  | 2021-2022 |
| Roasso Kumamoto          | Japón  | 2023      |
| Kashiwa Reysol           | Japón  | 2024-     |
| Albirex Niigata (cedido) | Japón  | 2025-     |